# Storia della pena di morte

## Le origini: le prime codificazioni
Già presso le comunità preistoriche la pena di morte era comminata abbondantemente come sanzione. Naturalmente, essendo le leggi tramandate esclusivamente per via orale, non sono potute giungere sino a noi testimonianze di codici penali scritti. Tuttavia possiamo supporre che la pena capitale fosse applicata in modo soggettivo e arbitrario da parte dei capi tribù e che fosse inflitta per crimini quali il furto, l'omicidio e, probabilmente, anche per delitti di lesa maestà e per i sacrilegi.
Nel passaggio dalle forme consuetudinarie di questo diritto embrionale alle codificazioni scritte, la pena di morte è rimasta in voga e, quindi, la ritroviamo in tutti i codici delle civiltà antiche.
La prima testimonianza scritta dell'uso della pena di morte è rappresentata dal Codice di Hammurabi, una raccolta di leggi stilate durante il regno del monarca babilonese Hammurabi (che governò dal 1792 al 1750 a.C.). Tale codice disponeva che la pena per i vari reati fosse, in molti casi, identica al male creato e, in particolare, che la morte fosse inflitta non solo per l'omicidio, ma anche per crimini quali il furto, il sacrilegio e le negligenze commesse nell'esecuzione del proprio lavoro che provocavano la morte colposa (ad esempio: se una casa crollava per un difetto di costruzione, e nell'incidente restava ucciso il committente dell'abitazione o un suo familiare, allora l'architetto veniva condannato a morte). 
Non si trattava comunque di un codice equo, poiché la gravità della colpa e della pena comminata dipendeva dalla classe sociale cui appartenevano il colpevole e la vittima: lo schiavo aveva minor valore del nobile, per cui, a parità di reato, era soggetto a pene più dure. 
Nonostante tutto, il Codice di Hammurabi rappresentava pur sempre una grande conquista perché, per la prima volta nella storia, eliminava l'arbitrarietà e la soggettività nei giudizi, grazie all'introduzione di leggi scritte inderogabili.
Anche gli Egizi usavano infliggere la pena di morte, che era applicata, oltre a coloro che infrangevano la “Regola universale” Maat - tra cui offendere o attentare alla vita del faraone –, anche a chi si macchiava di reati quali l'omicidio, il sacrilegio, il furto, lo spionaggio e le infrazioni fiscali. Tuttavia, al contrario di quanto stabilito dal Codice di Hammurabi, nell'antico Egitto le sentenze erano uguali per chiunque, indipendentemente dalla propria posizione sociale o dalla propria situazione economica. Solitamente le esecuzioni erano effettuate tramite l'annegamento del condannato nel Nilo all'interno di un sacco chiuso, oppure mediante la decapitazione.
Presso le civiltà precolombiane dell'America Latina (Maya, Aztechi, Incas) non esistevano le carceri: il furto veniva punito con la schiavitù e l'omicidio con la morte, se il colpevole non era in grado di risarcire adeguatamente i parenti delle vittime; inoltre, il codice morale non distingueva tra omicidio colposo e volontario. Anche l'adulterio, considerato come un reato contro la proprietà, era ugualmente punito con la morte: a differenza di quanto avveniva presso altre civiltà, non veniva punita la moglie, bensì il suo seduttore, il quale, una volta consegnato al marito, veniva trucidato da quest'ultimo, gettandogli, dall'alto, un grande masso sul capo.
Nemmeno l'antica Grecia si sottrasse alla pena capitale; tuttavia, se molti la consideravano strettamente collegata all'idea di giustizia (sia terrena sia divina), altri preferirono superare questa idea legata al semplicistico concetto di punizione intesa come forma di vendetta, rivolgendo, piuttosto, le loro attenzioni alle finalità educative delle pene ("exemplum") verso l'insieme della società.
Ad esempio, Platone (428-348 a.C.) credendo nella relazione proporzionale tra crimine e relativa sanzione, e pur considerando l'utilità delle pene per l'espiazione d'una colpa e per la prevenzione di ulteriori mali, preferiva far comminare in misura eccezionale, ed esclusivamente per reati gravissimi, la pena di morte (come crimini contro lo Stato, sacrilegio, omicidio premeditato, assassinio dei genitori o altri parenti prossimi). Ecco, infatti, cosa scrive Platone nelle sue Leggi:
La tragedia greca, nelle sue espressioni più antiche, ha più volte rispecchiato l'idea della giustizia come obbligo di vendetta spettante soprattutto ai figli della vittima. Così, nelle Coefore di Eschilo, inutilmente Oreste cerca di sottrarsi a questo pesante dovere, dal momento che l'oracolo di Apollo gli ha predetto infiniti dolori e malattia qualora non vendichi l'assassinio di Agamennone.
Nella polis greca la permanenza della pena di morte ha subito ripensamenti e attenuazioni, specie nelle vicende politiche e costituzionali di Atene, registrando il graduale superamento del concetto di punizione come vendetta, anche se a lungo le esecuzioni furono lasciate all'iniziativa dei familiari della vittima.
Il principio del taglione fu applicato inizialmente anche nel diritto romano e, più tardi, nell'arcaico diritto germanico. L'espressione latina indicante il condannare a morte era damnare capite o damnare capitis.
Nell'antica Roma fu codificato nelle “Leggi delle XII tavole” (V secolo a.C.). Nella Tabula VIII, si legge: «Si membrum rupsit, ni cum eo pacit, talio esto», ovvero: «Se si sarà provocata una lesione personale senza che sia intervenuto un accordo risarcitorio, si applicherà la legge del taglione».
Ovviamente la legge del taglione prevedeva la pena di morte per l'omicidio, ma si poteva venir condannati a morte pure per altri delitti. In particolare, nel mondo latino, almeno nei primi secoli, erano puniti con la morte i crimini ritenuti di pubblico tradimento, mentre per i delitti privati si applicava la legge del taglione. 
Si noti in particolare come nell'antica Roma fossero considerati reati gravissimi, sanzionabili con la massima pena, non solo il tradimento della patria o la rivolta contro l'autorità, ma pure lo spostare un cippo che delimitava il confine di un campo, il rubare il bestiame o il raccolto altrui, l'uccidere, lo stuprare, il violare una promessa, il dare falsa testimonianza, il rubare di notte, l'incendiare una casa o le messi, il rubare al padrone, l'ingannare un cliente.
I metodi che ricorrevano per le pene erano veramente feroci. I Romani facevano ricorso alla decapitazione, alla fustigazione a morte, all'impiccagione, al taglio di arti, all'annegamento, al rogo; le vestali colpevoli di infedeltà venivano seppellite vive (perché non era permesso versare il loro sangue), il loro seduttore era bastonato fino alla morte; i nemici pubblici, i servi che avessero derubato il padrone, i colpevoli di falsa testimonianza venivano lanciati dalla rupe Tarpea; agli schiavi, o comunque a coloro che non godevano della cittadinanza romana, era riservata la crocifissione. Ma non si deve credere che con il passare del tempo i costumi romani si siano ammorbiditi: ancora nel 71 a.C. più di 6.000 uomini che avevano seguito Spartaco nella sua rivolta contro Roma furono crocefissi lungo le strade consolari, mentre i primi cristiani, ritenuti colpevoli di sovvertire l'ordine pubblico, furono dati in pasto alle belve negli anfiteatri sino al 313 d.C., quando l'imperatore Costantino, emanando l'editto di Milano, pose definitivamente fine alle persecuzioni nei loro confronti.
In estrema sintesi, si può quindi affermare che, sin dall'antichità, la pena capitale sia stata perlopiù considerata un mezzo idoneo a tutelare l'ordine sociale.

## Il periodo medievale
Nel Medioevo europeo molti soggetti potevano infliggere pene, anche quella capitale. Questo perché il sistema feudale tipico del periodo fu caratterizzato da una grande sovrapposizione di autorità: il potere dello Stato era certamente riconosciuto al re o all'imperatore, ma a questi si affiancavano sia i feudatari sia i magistrati cittadini, investiti entrambi del compito di amministrare la giustizia.
Accanto al potere politico, vi era, inoltre, quello religioso, molto influente sui poteri civili, tanto che questi ultimi divennero spesso il braccio armato della fede. Tutto questo determinò il frequente e discutibile utilizzo della pena di morte, che poteva essere decretata, oltre per l'omicidio, per i reati di furto, tradimento e sacrilegio.
Anche la Chiesa romana non si sottrasse a questa pratica, assumendo la figura del giudice e richiedendo ai poteri civili l'esecuzione. Questo fu possibile poiché a partire dal 313, con il già menzionato Editto di Milano, la Chiesa poté conquistare un posto d'onore all'interno dell'impero, diventando finanche religione ufficiale di Stato nel 380 d.C., sotto l'imperatore Teodosio, con l'Editto di Tessalonica. A prova della crescente influenza conquistata dalla chiesa nei confronti delle istituzioni imperiali basti rilevare che nel 315 era addirittura decretata la pena di morte per chi perseguitava gli ebrei convertiti al cristianesimo; in seguito la condanna incominciò a essere inflitta a chi, all'opposto, passava dal cristianesimo all'ebraismo.
Col passare del tempo, la stessa Chiesa cattolica prese posizione in materia di pena capitale, sposando essa stessa pratiche a dir poco abominevoli quali le torture e le esecuzioni nel periodo della Santa Inquisizione. Ed ecco accendersi i roghi anche per chi solo si discostava dalle posizioni della Chiesa, sia sul piano dogmatico sia su quello politico e scientifico, ecco accorrere migliaia di uomini al richiamo pontificio della “Guerra santa” contro l'infedele, ecco comparire teorie che giustificavano sul piano teologico il ricorso all'assassinio, vietato dal V Comandamento.
L'uso della pena capitale in ambito cristiano è stato legittimato dagli stessi padri della Chiesa, sant'Agostino e san Tommaso d'Aquino, sulla base del principio della "preservazione del bene comune'’, in nome del quale diveniva lecito uccidere singoli malfattori.
L'argomentazione di San Tommaso, ad esempio, era la seguente:
(Summa theologiae II-II, 29, artt. 37-42)

Il teologo, comunque sia, sosteneva che la pena andasse inflitta solo ai colpevoli di gravissimi delitti.
Anche Bernardo di Chiaravalle (1090-1153) aveva sostenuto la liceità della pena di morte, arrivando a coniare il termine “malicidio” (malicidium): egli sosteneva che, pur restando degno d'amore in quanto uomo, un pagano ostile o un criminale, quando non vi era altro mezzo per impedire il crimine che commetteva, poteva essere ucciso per estirpare il male che era in lui.
Per tutto il Medioevo, sia in Europa sia in Medio Oriente, il tratto fondamentale delle esecuzioni capitali fu la spettacolarità: esse diventarono vere e proprie celebrazioni collettive dotate di una prorompente scenografia con tanto di pubblico. Chiaramente queste manifestazioni servirono sia a “vendicare” la società, sia a manifestare tutto il carattere terrorizzante ed esemplare dell'atto.
Tra i “metodi di morte” utilizzati nell'antichità e nel Medioevo, troviamo quelli più semplici - impiccagione, decapitazione, annegamento, lancio da un dirupo, lapidazione, crocifissione, rogo, sbranamento, sotterramento, trafissione con frecce, impalamento, morte per fame e sete (a questo proposito si ricordi il celebre supplizio del conte Ugolino della Gherardesca, descrittoci da Dante Alighieri nell'Inferno - Canto trentatreesimo ), sparo di cannone - e quelli più complessi - allungamento, bollitura, garrota, metodo del cavallo, letto incandescente, pressatura, posa del calderone, morte da insetti, metodo del pendolo, scorticamento, ruota.
Tralasciando i metodi più semplici, i quali non hanno bisogno di spiegazioni, è invece opportuno illustrare quelli più complessi, che meglio interpretano la “fantasia” perversa che la legge aveva in questo periodo.
L'allungamento consisteva nel legare una persona ai polsi e alle caviglie con corde, che poi erano tirate da parti opposte con argani (o bestie) fino al frazionamento del corpo.
Con la bollitura il condannato moriva in un calderone pieno d'acqua fatto bollire lentamente, al contrario con il metodo del letto (o sedia) di ferro la vittima era lasciata morire gradualmente mentre il ferro sul quale poggiava si riscaldava fino all'incandescenza.
La garrota consisteva in una panchina sulla quale era fatto sedere il condannato che si appoggiava a un palo intorno al quale passava un cerchio di ferro che lo stringeva alla gola; una manovella a vite stringeva sempre di più il cerchio finché sopravveniva la morte per strangolamento, mentre un cuneo di ferro provoca la rottura delle vertebre cerebrali.
Si moriva anche per pressatura, ossia quando il condannato era posto fra due lastre di pietra e quella superiore era caricata di pesi sino allo schiacciamento dello sfortunato.
Con il metodo del cavallo di legno, la vittima era posta a cavalcioni su una struttura a V, quindi erano posti dei pesi ai suoi piedi affinché egli fosse tirato sino alla morte per divisione del corpo.
Ancor più crudele era la morte con il metodo del calderone: in pratica un recipiente di ferro era posto sullo stomaco del reo con l'apertura in basso e pieno di topi, quindi era riscaldato e i roditori, per uscire, non potevano far altro che rosicchiare lo stomaco del condannato. 	
La morte da insetti era lunga e dolorosa, poiché il condannato era fissato al suolo e, dopo essere cosparso di una sostanza dolce, era abbandonato per essere mangiato lentamente dagli insetti.
La morte col pendolo era una doppia violenza, fisica e psicologica, poiché il condannato, che giaceva sulla schiena, vedeva scendere lentamente verso il suo corpo una lama mentre ondeggiava come un pendolo.
Per quanto riguarda lo scorticamento, al condannato era tolta a strisce la pelle con svariati strumenti.
Il supplizio della ruota, infine, consisteva nel legare il condannato al cerchio esterno di una ruota, che veniva fatta rotolare lungo un pendio spinato.
Nonostante la diffusione della pena di morte nel corso del Medioevo, non per questo si creda che nessuno si sia degnato di muovere delle accuse contro tale pratica aberrante, giacché degli sforzi in senso abolizionistico, per quanto limitati, ci furono. 
Ad esempio, nel XII secolo Mosè Maimonide, un filosofo ebreo, scrisse: «È più soddisfacente assolvere un migliaio di individui colpevoli, piuttosto che condannare a morte un solo innocente.» Egli riteneva che l'esecuzione del condannato, in mancanza dell'assoluta certezza della sua colpevolezza, avrebbe portato inevitabilmente a una progressiva elisione degli oneri di prova da parte dell'accusa, sino a poter essere addirittura condannati secondo il capriccio personale del giudice.
Inoltre, benché la stragrande maggioranza delle esecuzioni dei giorni nostri sia attuata in Cina, proprio nell'Impero cinese, dal 747 al 759, l'uso della pena di morte fu interdetto sotto il regno di Taizong della dinastia Tang. Anche in Giappone nell'818, sotto l'imperatore Saga, la pena di morte fu abolita e non fu reintrodotta sino al 1156.
Anche nella celebre raccolta di novelle orientali delle Mille e una notte - la cui prima stesura organica risale al X secolo – sono contenuti dei riferimenti, in senso abolizionistico, alla pena di morte.
Per quanto concerne l'Italia, la pena capitale fu resa legittima da Enrico II - re d'Italia dal 1002 al 1024 - per le varie forme di omicidio; a poco a poco si estese alle legislazioni dei diversi comuni della penisola, sostituendosi alla pratica del ”guidrigildo”, introdotta durante la dominazione longobarda della Penisola con l'Editto di Rotari (643), consistente nel pagamento di una somma che l'assassino doveva versare per evitare la “faida”, ossia la vendetta esercitata dai familiari della vittima.

## La critica illuministica: Cesare Beccaria
Nel corso del XVI e del XVII secolo si assistette a un consolidamento o, per dir meglio, a un vero e proprio trionfo della violenza legale in nome della “ragion di stato” e la pena capitale, accompagnata da ogni sorta di torture raccapriccianti, veniva inflitta per punire una vastissima gamma di reati, anche di minore entità.
Esemplare è il caso dell'Inghilterra, dove dal 1400 al 1850 fu applicato un codice penale durissimo, passato alla storia con il nome di Bloody Code (“Codice Sanguinario”), per il quale, a seguito degli emendamenti del 1815, si giunse a punire ben 220 reati con la morte, compresi “crimini” quali il taglio illecito di legname, il furto di bestiame, l'invio di lettere minatorie. All'epoca, infatti, si riteneva che, data l'esiguità delle forze di polizia, l'unico mezzo realmente efficace per impedire la reiterazione di un crimine fosse l'eliminazione del reo. In questo macabro contesto non deve stupire che, tanto per fare un esempio, due bambini di 7 e 11 anni vengano mandati alla forca nel 1708 per un semplice furto. Nel Regno Unito la situazione migliorò solo a partire dal 1829, grazie a una riforma della giustizia penale promossa da Sir Robert Peel che comportò l'eliminazione della pena capitale per 110 reati.
Ancor più clamoroso fu il caso della Francia, dove durante periodo post-rivoluzionario del Terrore (fra il 1793 e il 1794) fu compiuta una vera e propria carneficina: i tribunali rivoluzionari condannarono alla ghigliottina almeno 35 000 civili, rei d'aver turbato l'ordine pubblico o anche d'aver semplicemente manifestato ideologie politiche avverse a quelle rivoluzionarie.
Solo dalla fine del XVIII secolo, con il progressivo diffondersi del pensiero illuminista su molteplici strati sociali, s'incominciò a mettere in discussione la validità stessa della pena di morte, ritenuta ormai in contrasto con i nuovi principi umanitari affermatisi proprio in quel periodo. 
Ed ecco quindi spiegato perché la pena di morte, in precedenza assimilata a una sorta di spettacolo per il popolo che si riuniva nelle piazze per assistere alle pubbliche esecuzioni, nel Settecento incominci a risultare invisa al popolo.
Tale critica mossa nei confronti della pena di morte e, più in generale, dell'intero sistema giuridico dell'epoca, fu promossa da uno dei più grandi filosofi illuministi italiani del periodo, Cesare Beccaria: egli, infatti, scrisse un saggio, Dei delitti e delle pene (pubblicato nel 1764), destinato a rivoluzionare il concetto stesso di pena, rimasto pressoché inalterato sin dal Medioevo, e a influenzare notevolmente la formazione di tutti i sistemi giuridici adottati dalle moderne democrazie.
Dei delitti e delle pene è suddiviso in 42 capitoli, uno dei quali, intitolato “Della pena di morte”, è riservato alla trattazione specifica della pena capitale. In quest'apposita sezione del saggio Beccaria tuona contro la pena di morte, reputandola vertice di inciviltà gestito dallo Stato, nonché vera e propria vendetta legalizzata.
Gli argomenti addotti da Beccaria sono pressappoco gli stessi che ancora oggi vengono ripetuti contro la prosecuzione della pena capitale.
Egli in particolare riconosce la validità della pena di morte esclusivamente per quegli Stati interessati da una particolare situazione di debolezza istituzionale, in cui i criminali siano in grado di compiere qualsiasi reato senza il timore di subire la corrispondente sanzione. 
Nel Settecento, tuttavia, con il progressivo rafforzarsi degli Stati nazionali per merito del dispotismo illuminato, la pena di morte perde la sua utilità. Infatti, se lo Stato è in condizione di controllare efficacemente il territorio e la popolazione, allora punirà senz'altro il criminale, il quale, sapendo che se violerà l'ordine pubblico sarà punito, tenderà a non infrangere la legge e non lo farà anche in assenza della pena di morte.
(Dei delitti e delle pene, pp. 103-104)
Secondo Beccaria occorrono pene miti, ma che vengano sempre applicate, senz'alcuna riserva: infatti, anche se la pena è minima, ma il reo sa che dovrà scontarla e non potrà sottrarsene, allora non trasgredirà. La pena di morte diventa, quindi, assurda e inutile proprio perché lo Stato è forte, capace di punire i criminali. L'essenziale è che le pene siano applicate indifferentemente in ogni caso, altrimenti il cittadino corretto e rispettoso della legge, vedendo che i trasgressori la fanno franca e non sono puniti dalle autorità pubbliche, comincerà a odiare la legge stessa e a violarla anch'egli, giacché si sentirà tradito e deriso dallo Stato che vara le norme e poi non si preoccupa d'applicare.
(Dei delitti e delle pene, pp. 106-107)
A sostegno della sua battaglia contro la pena di morte, Beccaria conduce un'ulteriore argomentazione: la pena deve assolvere due funzioni principali, ossia deve offrire al reo l'opportunità di redimersi, riportandosi sulla retta via, e deve garantire un'adeguata sicurezza alla società. Ma la pena di morte, pur sembrando, almeno nell'immediata apparenza, un valido strumento a tutela della collettività, evidentemente non può certo correggere il criminale, siccome lo elimina letteralmente: la risoluzione del tutto sta, quindi, nel sopra menzionato Stato integerrimo ed equo che impone sì sanzioni miti, ma assicura sempre la loro applicazione.
La critica di Beccaria mossa al sistema giudiziario s'intreccia, in modo straordinariamente consapevole, con quella mossa alla Chiesa: se è vietato il suicidio, come può essere legittimato l'omicidio inflitto mediante la pena di morte? Il filosofo italiano, inoltre, si scaglia contro la religione accusandola d'agevolare il delinquente nelle sue ree intenzioni, giacché questa lo conforta inculcandogli l'idea che un facile quanto tardivo pentimento possa assicurargli comunque la salvezza eterna. 
«Allora la religione si affaccia alla mente dello scellerato, che abusa di tutto, e presentandogli un facile pentimento ed una quasi certezza di eterna felicità, diminuisce di molto l'orrore di quell'ultima tragedia.»
La prima tesi enunciata dal filosofo contro la pena capitale mira a dimostrarne l'illegittimità e, a sua volta, si suddivide in due spezzoni: in primo luogo, essa offende il diritto che nasce dal contratto sociale, stipulato per tutelare la sicurezza degli individui contraenti, non per deprivarli della vita. In secondo luogo, la pena di morte è contraria al diritto naturale, in base al quale l'uomo non detiene la facoltà di uccidere sé stesso e, di conseguenza, non può nemmeno conferirla ad altri soggetti, siano questi ultimi persone fisiche oppure istituzioni pubbliche.
Dopo aver efficacemente dimostrato che la pena di morte non può essere considerata legittima, Beccaria ci fornisce un'ulteriore motivazione per la quale l'applicazione di tale sanzione non porti alcun beneficio alla società. In primis, ribadisce che la pena di morte non è necessaria laddove regnino ordine politico e sicurezza civile; in secondo luogo prova che essa non rappresenta un deterrente idoneo a scoraggiare il furto e l'omicidio. La dimostrazione di questa tesi è empirica: le impressioni capaci di penetrare in profondità nell'animo umano non sono quelle intense e brevi (quali la morte), bensì quelle più deboli, ma di lunga durata (quali la detenzione in carcere).
(Dei delitti e delle pene, pp. 104-105)
Ma se la pena di morte non è un diritto né un deterrente, ecco provata la sua futilità: in effetti, lo Stato, infliggendo la massima pena, dà un cattivo esempio, perché da un lato condanna l'omicidio e dall'altro lo commette, ora in pace ora in guerra.
Dei delitti e delle pene non si limita, però, a criticare l'incresciosa situazione contemporanea dell'autore, benché questo aspetto risulti decisivo sotto una prospettiva storica; infatti Beccaria non manca di avanzare la proposta d'una nuova dimensione giudiziaria, secondo la quale lo Stato non abbia la facoltà di punire quei delitti per la cui prevenzione non si è sufficientemente adoperato: la vera giustizia consiste nello scongiurare i reati e non nel somministrare arbitrariamente la morte. In tal modo viene posto il problema della responsabilità sociale dei delitti commessi, introducendo una concezione del tutto originale della giustizia e dei doveri dello Stato, nonché dei rapporti fra società e singolo.
Beccaria propone, inoltre, delle punizioni che non siano pure e infruttuose vendette, ma piuttosto risarcimenti, tanto del singolo verso la collettività, quanto di questa verso il criminale: le pene devono pertanto, lo ripetiamo ancora una volta, essere socialmente utili e relativamente “dolci”, volte al recupero e non alla repressione dell'individuo macchiatosi d'un delitto.
Altro fondamentale principio giuridico formulato da Beccaria nella sua opera è la distinzione tra reato e peccato: per il filosofo, il reato risponde a un sistema normativo liberamente concordato tra gli uomini; dunque esso deve essere definito in un'ottica puramente laica e terrena, storica e immanente. In tal modo viene rifiutata l'identificazione tradizionale tra diritto divino e diritto naturale, di cui i sistemi legislativi sarebbero l'espressione diretta; viene, anzi, smascherato l'interesse di potere che si nasconde dietro a una tale concezione. Questa laicizzazione della giustizia è anche la più forte giustificazione del rifiuto della pena di morte: infatti, era proprio arrogandosi il diritto di esprimere assieme la legge umana e quella divina che gli Stati potevano legittimare la condanna a morte del presunto colpevole, quasi come se fosse Dio stesso a punirlo.

## Diffusione dell'abolizionismo
L'idea del Beccaria di sostituire la pena capitale con la reclusione fu accolta, con grande entusiasmo umanitario, dal granduca di Toscana Pietro Leopoldo che, emanando un nuovo codice penale nel 1786 (il cosiddetto “Codice Leopoldino”), passò alla storia in veste di primo sovrano in Europa ad abolire non solo la pena di morte, ma persino la tortura (anche se tale provvedimento rimase in vigore appena quattro anni, giacché lo stesso Leopoldo reintrodusse parzialmente la pena di morte nel 1790, sotto forma di sanzione prevista per ribelli e mestatori). 
Di seguito un estratto del Proemio e dell'articolo 51 della Legge di riforma criminale del 30 novembre 1786, n. 59.
ART. 51: Abbiamo veduto con orrore con quanta facilità nella passata Legislazione era decretata la pena di Morte per Delitti anco non gravi, ed avendo considerato che l'oggetto della Pena deve essere la soddisfazione al privato ed al pubblico danno, la correzione del Reo figlio anch'esso della Società e dello Stato, della di cui emenda non può mai disperarsi, la sicurezza nei Rei dei più gravi ed atroci Delitti che non restino in libertà di commetterne altri, e finalmente il Pubblico esempio, che il Governo nella punizione dei Delitti, e nel servire agli oggetti, ai quali questa unicamente diretta, è tenuto sempre a valersi dei mezzi più efficaci col minor male possibile al Reo; che tale efficacia e moderazione insieme si ottiene più che con la Pena di Morte, con la Pena dei Lavori Pubblici, i quali servono di un esempio continuato, e non di un momentaneo terrore, che spesso degenera in compassione, e tolgono la possibilità di commettere nuovi Delitti, e non la possibile speranza di veder tornare alla Società un Cittadino utile e corretto; avendo altresì considerato che una ben diversa Legislazione potesse più convenire alla maggior dolcezza e docilità di costumi del presente secolo, e specialmente nel popolo Toscano, Siamo venuti nella determinazione di abolire come Abbiamo abolito con la presente Legge per sempre la Pena di Morte contro qualunque Reo, sia presente, sia contumace, ed ancorché confesso, e convinto di qualsivoglia Delitto dichiarato Capitale dalle Leggi fin qui promulgate, le quali tutte Vogliamo in questa parte cessate ed abolite.»
Occorre comunque rilevare che la prima abolizione di fatto appartiene alla piccola Repubblica di San Marino (dove l'ultima esecuzione ufficiale risale al 1468, mentre l'abolizione di diritto fu sancita per legge nel 1865, dopo quindi gli esempi toscani), mentre una consistente, seppur transitoria limitazione della pena capitale ebbe luogo in Russia già nel 1753, per opera della zarina Elisabetta I.
Nonostante gli enormi progressi avutisi nel corso dei due secoli precedenti, il XX fu caratterizzato da un ricorso massiccio e feroce alla pena di morte, sia per l'affermarsi in Europa dei regimi totalitari sia per lo scoppio dei due conflitti mondiali. Infatti, fascisti, nazisti e sovietici fecero ampio ricorso alla pena capitale – applicata in genere tramite fucilazione - come efficace deterrente contro l'opposizione politica. D'altro canto nel campo della giustizia militare la massima pena era inflitta di frequente, giacché questa, impiegata come mezzo per mantenere fra reparti militari una ferrea disciplina, veniva comminata per reati come: diserzione, insubordinazione, codardia di fronte al nemico. Per fare un esempio, i sovietici, nel corso della seconda guerra mondiale condannarono complessivamente alla morte 158 000 soldati per reati militari. Si noti tuttavia che, ancora oggi, l'applicazione della pena capitale trova posto nei codici penali militari di moltissimi Paesi in tutto il mondo.
Solo in seguito, alcuni anni dopo il termine del secondo conflitto mondiale, in numerosi Stati, prima europei e poi anche extraeuropei, i pubblici poteri, sotto la crescente spinta dell'opinione pubblica, incominciarono a rivedere i rispettivi codici penali, addolcendo le pene e le procedure penali e, quindi, abolendo la pena di morte, rimpiazzata dall'ergastolo o da pene ancor più miti.
Nel dopoguerra la prima tappa fondamentale verso l'abolizionismo a livello mondiale, fu rappresentata senza dubbio dalla Dichiarazione Universale dei Diritti Umani (1948).
L'ultimo grande passo avutosi a livello internazionale verso l'abolizionismo risale al 10 dicembre 2007, data destinata a restare storica per l'approvazione, da parte dell'Assemblea generale delle Nazioni Unite, della Moratoria universale della pena di morte, avvenuta con 104 voti a favore, 54 contrari e 29 astenuti. Per quanto questa, trattandosi di una Raccomandazione, non vincoli gli Stati membri ad abolire la pena capitale, rappresenta comunque un notevole successo politico, giacché squalifica agli occhi del mondo intero i Paesi mantenitori. Infine, tale approvazione riveste un'importanza particolare per il nostro Paese che, tramite i suoi organi pubblici e alcune Organizzazioni non governative (fra cui spicca Nessuno tocchi Caino), è stato uno dei principali promotori della Moratoria.
Secondo Amnesty International, nel 2023 si sono registrate esecuzioni capitali in soli 16 paesi al mondo, la cifra più bassa mai toccata.

## Situazione italiana: dall'Unità a oggi
In Italia, quasi un secolo dopo la riforma di Pietro Leopoldo (peraltro presto parzialmente ritirata, nel 1790), l'abolizione della pena di morte fu rilanciata da suo nipote Leopoldo II, il quale, in sede di annessione del ducato di Lucca al granducato di Toscana, con legge in data 11 ottobre 1847, ed abbastanza inopinatamente, dispose l'abolizione della pena capitale nei suoi nuovi domini (tempestivamente estesa a tutto il territorio granducale con sentenza della corte di cassazione fiorentina in data 25 febbraio 1848). Quattro anni dopo però, sbolliti i fervori rivoluzionari del 1848, la disposizione fu di nuovo abrogata, finché, nella ripresa dello slancio abolizionista da parte del governo provvisorio della Toscana, nel 1859, un tempestivo decreto legislativo soppresse ancora una volta la pena di morte dalle norme vigenti sul suo territorio. Questo finì col creare non pochi problemi al governo della nascente Italia unita, poiché la legislazione penale si trovò suddivisa in due tronconi: da un lato tutta la penisola con la pena capitale, dall'altro la sola Toscana senza. Tale singolare situazione stimolò un acceso ma produttivo dibattito sull'unificazione penale in cui si fronteggiarono abolizionisti e sostenitori della pena capitale.
In questo contesto, nel 1865 la Camera dei deputati osò presentare al senato (di stampo conservatore) un progetto di legge che, in sostanza, limitava la massima pena a crimini di straordinaria gravità e a qualche reato politico, ma il senato bocciò il disegno di legge argomentando che, una volta fatta l'Italia, non v'era alcun bisogno d'esagerare disfacendo completamente il passato. Qualche anno dopo, tuttavia, il senato cedette e la lunga battaglia umanitaria di Cesare Beccaria trovò sfogo nella redazione del Codice Zanardelli – un nuovo codice penale unificato promosso dall'omonimo ministro di Grazia e Giustizia, approvato all'unanimità dalle due camere nel 1889 ed entrato in vigore l'anno seguente – il quale bandiva la pena di morte dal diritto italiano, mantenendola esclusivamente nel codice militare e in quelli coloniali. In quell'epoca, in effetti, il grande brigantaggio meridionale era stato ormai debellato militarmente e, quindi, non si avvertiva più l'esigenza di conservare la pena capitale in virtù del suo effetto deterrente e repressivo verso la formazione di bande criminali armate.
Occorre tuttavia ricordare che la pena di morte era stata già messa in stato di moratoria prima dell'introduzione del codice Zanardelli, grazie al Decreto di amnistia del 18 gennaio 1878 del re Umberto I di Savoia.
Dopo l'assassinio di Umberto I a Monza nel 1900 per opera dell'anarchico italiano Gaetano Bresci, si levò una campagna di stampa per il ripristino della massima pena, ma lo spirito abolizionista di Cesare Beccaria, ormai ancoratosi solidamente nella nostra penisola, seppe resistere all'impeto di quell'urto e la pena di morte non fu reintrodotta per i reati ordinari.
Durante la prima guerra mondiale le statistiche non contemplano le sentenze di morte fatte in quegli anni, sicché l'inizio del XX secolo ci appare paradossalmente immune dalla pena. In verità, nell'immediato dopoguerra Benito Mussolini, in un primo tempo contrario alla pena di morte - quando ancora militava nel partito socialista -, in seguito, attraverso il giornale da lui diretto, Il Popolo d'Italia, colse l'occasione per lanciare una campagna che la riproponesse. Inizialmente, nel 1926, la campagna per il ripristino della pena di morte fu limitata a gravi crimini commessi a danno dei membri della famiglia reale ma, in seguito a numerosi attentati rivolti allo stesso Mussolini, il 4 novembre dello stesso anno, il senato votò compatto la reintroduzione della massima pena pure per i delitti politici contro Stato e i reati comuni. Il regime si prodigò vivacemente per evitare nell'opinione pubblica l'impressione di un provvedimento d'emergenza di pura marca dittatoriale: sia il ministro della Giustizia Alfredo Rocco, sia Mussolini, garantirono che la legge e il tribunale speciale sulla pena di morte sarebbero rimasti in vigore al massimo per sei anni. In realtà essi perdurarono fino al 25 aprile del 1945. Il 28 ottobre del 1930 la Gazzetta Ufficiale pubblicò il testo definitivo del nuovo codice penale, che prevedeva la pena di morte mediante fucilazione, applicabile direttamente all'interno del carcere per opera delle forze armate e degli agenti di polizia. Per persuadere l'opinione pubblica dell'utilità del provvedimento, il ministro della Giustizia e i suoi propagandisti dovettero ricorrere a una vera e propria manipolazione dei dati statistici. Negli anni successivi, quasi a dimostrare l'insufficienza della pena di morte come deterrente psicologico, gli omicidi presero ad aumentare.
Il governo fascista fu sconfitto il 25 luglio 1943, nel corso della seconda guerra mondiale; dall'8 settembre del medesimo anno il Paese era diviso in due parti: il Nord era occupato dalle truppe tedesche, che ristabilirono un governo fantoccio a Salò guidato da Mussolini, mentre il Sud veniva liberato dalle forze alleate. Uno dei primi provvedimenti varati dal nuovo governo fu l'abolizione della pena capitale (decreto legislativo luogotenenziale n. 224 del 10 agosto 1944), che fu conservata solamente per i reati fascisti e di collaborazione con i nazi-fascisti (in virtù del decreto legislativo luogotenenziale n. 159 del 27 luglio del 1944).
Dopo la fine del secondo conflitto mondiale e la totale disintegrazione delle forze nazi-fasciste, il decreto legislativo luogotenenziale n. 234 del 10 maggio 1945 ammise nuovamente la pena di morte come misura temporanea ed eccezionale per crimini di grave entità, quali: partecipazione a banda armata, rapina, estorsione, sequestro di persona a scopo di rapina o di estorsione. Fra il 26 aprile 1945 e il 4 marzo 1947 furono giustiziate 88 persone, tra cui vari individui accusati d'aver collaborato con i nazi-fascisti: queste furono le ultime esecuzioni effettuate sul suolo italiano. 
Con la nuova Costituzione della Repubblica Italiana, entrata in vigore il 1º gennaio 1948, la pena capitale fu definitivamente abolita per tutti i crimini ordinari, sopravvivendo esclusivamente nei casi previsti dalle leggi militari di guerra. Solamente molti anni dopo, nel 1994, la pena di morte fu cancellata anche dai Codice penale militare di guerra, con la legge n. 589 del 13 ottobre. Con la legge costituzionale 2 ottobre 2007, n. 1 sono state soppresse al quarto comma dell'articolo 27 della Costituzione le parole: «, se non nei casi previsti dalle leggi militari di guerra», sicché a tutt'oggi l'art. 27 della Costituzione italiana recita: